# François Le Métel de Boisrobert
François Le Métel de Boisrobert (Caen, 1º agosto 1592 – Parigi, 30 marzo 1662) è stato un poeta e drammaturgo francese.

## Vita
Compì i suoi studi in legge, e praticò l'attività di avvocato per alcuni anni a Rouen. Successivamente si spostò a Parigi e, a partire dal 1622, frequentò i circoli libertini, conoscendo personalmente Théophile de Viau e di Marc-Antoine Girard, sieur de Saint-Amant. L'anno successivo abiurerà il protestantesimo e riceverà i quattro ordini minori divenendo così abate. Introdotto a corte attraverso alcune conoscenze intellettuali, riuscirà ad entrare nelle grazie del cardinale di Richelieu grazie al suo spirito critico ed umoristico.
Nel 1625 de Boisrobert parteciperà ad un'ambascieria francese presso la corte reale inglese, mentre nel 1630 verrà accolto da papa Urbano VIII a Roma.

## Opere

### Teatro
- Pyrandre et Lisimène ou l'Heureuse tromperie, 1633
- Les Rivaux amis, 1639
- Les Deux Alcandres, 1640
- La Belle Palène, 1642
- Le Couronnement de Darie, 1642
- La Vraie Didon ou Didon la chaste, tragédie, 1643
- La Jalouse d'elle-même, 1650
- Les Trois Orontes, 1652
- La Folle gageure ou les divertissements de la comtesse de Pembroc, 1653
- L'Inconnue, 1655
- L'Amant ridicule, 1655
- Les Généreux ennemis, 1655
- La Belle plaideuse, 1655
- La Belle invisible ou les Constances éprouvées, 1656
- Les Apparences trompeuses, 1656
- Les Coups d'Amour et de Fortune, 1656
- Théodore, reine de Hongrie, 1658

### Poesie e altri scritti
- Poésies publiées dans le Recueil des plus beaux vers de Malherbe, Racan, etc., 1626
- Lettres publiées dans le Recueil de Faret, 1627
- Paraphrases sur les sept psaumes de la Pénitence, en vers, 1627
- Histoire indienne d'Anxandre et d'Orasie, 1629
- Nouvelles héroïques et amoureuses, 1657
- Epîtres en vers et autres œuvres poétiques, 1659